# Digoxina
La digoxina és un glicòsid cardiotònic, usat com antiarrítmic en la insuficiència cardíaca i altres trastorns cardíacs. Actua, com a efecte directe, inhibint la bomba Na+ K+ ATPasa al cor, disminuint la sortida de Na+ i augmentant els nivells de Ca+2 intracel·lular, per la qual cosa té un efecte inotròpic positiu, augmentant la força de contracció del múscul cardíac; i com a efecte indirecte inhibeix la bomba Na+ K+ ATPasa a nivell neural, creant una estimulació vagal que disminueix la freqüència cardíaca i l'estimulació simpàtica.
És un extracte de la planta espermatòfit Digitalis lanata i la seva aglucona corresponent, és a dir, la porció no glicosil·lada és la digoxigenina. La digoxina està disponible en comprimits, en solució injectable i en gotes bebibles.

## Funció
La principal funció de la digoxina és a nivell del cor. En el node sinusal baixa la freqüència cardíaca i l'augmenta en el nòdul auriculoventricular, de manera que és indicat en la fibril·lació auricular —tal com passa en l'estenosi mitral— i al flutter auricular. La millor utilitat de la digoxina és en la fibril·lació auricular, perquè millora la contracció ventricular en aquests casos. És útil també en la insuficiència cardíaca congestiva (ICC) perquè augmenta la diüresi. En alguns estudis s'ha demostrat que la taxa de mortalitat en pacients amb insuficiència cardíaca es va reduir amb concentracions sanguínies de digoxina d'1 ng/mL o menys, però va augmentar en aquells amb concentracions majors d'1.5 ng/mL.
La digoxina produeix trastorns del ritme cardíac greus si hi ha intoxicació, i aquesta pot ser fàcil, ja que té un estret marge terapèutic. Es recomana controlar els nivells de K+ en sang, donant suplements i usant diürétics estalviadors de K +, ja que en la hipopotassèmia augmenta la seva sensibilitat.

### Indicacions
La indicació més freqüent de l'ús de digoxina és en la fibril·lació auricular i el flutter auricular amb una reposada ventricular ràpida, la qual cosa comporta un temps d'ompliment diastòlic insuficient. En fer més lenta la conducció del node AV i augmentar el període refractari entre una contracció i la següent, la digoxina pot reduir la velocitat d'ompliment ventricular. L'arrítmia en si no es corregeix, però la funció de bomba del cor millora en millorar l'ompliment ventricular.
L'ús de digoxina en cardiopatia amb alteració del ritme sinusal va ser, en un temps, el gold standard, però ha passat a un plànol controversial. En teoria, l'increment de la força de contracció ha de comportar una millora del bombament sanguini del cor, però el seu efecte en el pronòstic del pacient s'ha disputat, a més que existeixen altres medicaments efectius per a aquestes patologies. La digoxina ha deixat de ser primera opció en la teràpia de la insuficiència cardíaca, encara que se segueix usant en pacients que romanen simptomàtics malgrat l'ús adequat de diürètics i inhibidors de l'ECA. La menor preferència mèdica per la digoxina radica en la seva incapacitat de reduir la morbiditat i mortalitat en la insuficiència cardíaca, encara que s'hagi demostrat una millora en la qualitat de vida d'aquests pacients. En pacients amb disfunció ventricular sense edema, s'ha d'usar un IECA abans del digitàlic.

## Mecanisme d'acció
La digoxina s'uneix al lloc d'unió extracel·lular de la subunitat α de la bomba de sodi i potassi en la membrana cel·lular dels miòcits o fibres musculars cardíaques. Inhibeix la bomba sodi potassi el que genera una disminució del gradient electroquímic del sodi, la qual cosa bloqueja l'acció de la proteïna antiportadora Na*, Ca++ i indueix un increment en la concentració cel·lular de calci en bloquejar un dels mecanismes pels quals es treu el calci del miòcit, el que provoca una major activitat de les fibres contràctils d'actina i miosina. Es produeix, per tant, una extensió de les fases 4 i 0 del potencial d'acció cardíac, la qual cosa condueix a una disminució de la freqüència cardíaca. L'augment del calci intracel·lular s'emmagatzema en el reticle sarcoplasmàtic i s'allibera amb cada potencial d'acció, un efecte que no canvia amb la digoxina, per la qual cosa es produeix al mateix temps un augment en la contractilitat del cor. D'altra banda, les proteïnes contràctils del sistema troponina-tropomiosina són activades per la digoxina, encara que es desconeix com és el mecanisme.
La digoxina té efectes inotròpics positius fins i tot en presència de blocadors beta, la qual cosa provoca un augment de la força de la contracció ventricular tant en el cor sa com en el cor insuficient. Com a conseqüència de l'augment de la força de contracció, la digoxina incrementa el cabal cardíac en el cor insuficient, permetent un millor buidatge sistòlic amb un menor volum ventricular. La pressió arterial al final de la diàstole disminueix, amb el que també es redueixen les pressions pulmonars i venoses. No obstant això, en els subjectes sans, entren en joc mecanismes compensatoris i el cabal cardíac roman inalterat.
La digoxina té també efectes vasoconstrictors directes en actuar sobre la vasoconstricció intervinguda pel sistema nerviós autònom, augmentant les resistències perifèriques. Malgrat això, en ser més intens l'efecte sobre la contractilitat cardíaca, el resultat net és una disminució global de les resistències perifèriques. En els pacients amb insuficiència cardíaca, l'augment del cabal cardíac redueix el to simpàtic, la qual cosa disminueix la freqüència cardíaca i produeix diüresi en els pacients amb edema.
A més dels seus efectes inotròpics positius, la digoxina també posseeix efectes directes sobre les propietats elèctriques del cor. La digoxina augmenta el pendent de la fase 4 de despolarització, escurça la durada del potencial d'acció i redueix el potencial diastòlic màxim. La velocitat de la conducció auriculoventricular disminueix, mentre que el període refractari efectiu augmenta. En conseqüència, en pacients amb aleteig o fibril·lació auricular, la digoxina redueix el nombre de despolaritzacions auriculars que arriben al ventricle, reduint el ritme d'est. No obstant això, qualsevol estimulació simpàtica anul·la aquests efectes, per la qual cosa en l'actualitat es prefereixen el verapamil o el diltiazem per controlar el ritme ventricular en les taquiarítmies auriculars.

## Farmacologia

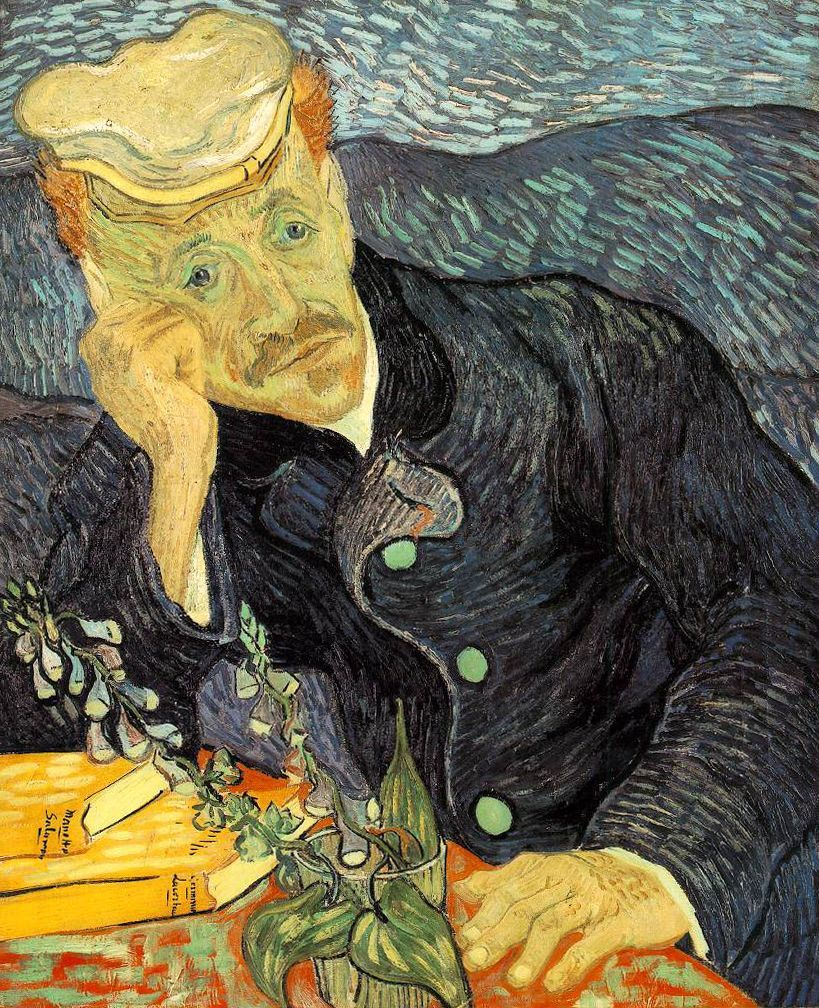
El doctor Paul Gachet, metge de Vincent Van Gogh, sostenint un raïm de dedalera de les fulles de la qual s'obté la digitoxina.

La digoxina té un volum de distribució molt elevat, de manera que la seva concentració està majorment fos del sistema circulatori i és molt escassa en el plasma sanguini. És per això que és un medicament que no s'elimina amb facilitat per hemodiàlisi, una mesura important en certs casos de sobredosi. La digoxina és metabolitzada al fetge com a substrat de la glucoproteïna P, per la qual cosa poden haver-hi interaccions amb medicaments que inhibeixen a la glucoproteïna P, com l'amiodarona, verapamil, ciclosporina, itraconazole i eritromicina, els que augmenten la concentració plasmàtica de digoxina. Els ions d'alumini que estan en antiàcids com el caolí i la pectina s'uneixen a la digoxina i, quan s'administren junts, disminueix l'absorció del medicament en un 50%.
Pot ser usada en teràpia intravenosa en situacions d'urgència, moment en el qual el ritme cardíac ha de ser monitorat de prop. En general, la digoxina s'absorbeix bé quan s'administra per via oral, encara que al voltant d'un 10% de les persones tenen enterobacteris que l'inactiven a l'intestí, la qual cosa redueix força la biodisponibilitat del medicament i requereixen una dosi major de manteniment. La vida mitjana de la digoxina és d'unes 36 hores, usualment s'administra una vegada al dia en dosi de 125 μgs o 250 μgs.
Prop de dues terceres parts de la digoxina s'excreta sense canvis pels ronyons. L'aclariment és proporcional a la depuració de creatinina. En pacients amb funció renal disminuïda, la vida mitjana s'estén considerablement, raó per la qual cal un ajust en el dosatge o el canvi a un medicament que no tingui una via d'eliminació renal. Els nivells plasmàtics de la digoxina es defineixen com a normals o adequats a concentracions ≤1.1 ng/ml. En la sospita d'una toxicitat o en inefectivitat terapèutica, s'han de monitorar els nivells sanguinis de digoxina, així com de potassi.
L'ús de digoxina de llarga durada requereix monitoratge mèdic a causa del seu farmacocinètica. Per obtenir un estat estable de concentració plasmàtica de la majoria dels medicaments, calen tres o quatre dies d'administració contínua, però en el cas de la digoxina, aquesta estabilitat s'aconsegueix només després d'una setmana.

## Efectes adversos
La digoxina està entre un selecte grup de fàrmacs que causen prop d'un 90% de les reaccions adverses i errors medicamentosos entre estatunidencs. L'aparició de efectes secundaris amb l'administració de digoxina són freqüents a causa de llurs estrets rangs terapèutics, és a dir, el marge entre l'efectivitat i la toxicitat. Els efectes adversos depenen de la concentració administrada i són molt rares quan la concentració de digoxina és <0.8 μg/L. Els efectes adversos són comuns en pacients amb un potassi disminuït o hipopotassèmia, a causa que la digoxina competeix amb el potassi per l'ús de la bomba de K+ Menys del 1% dels pacients experimenten pèrdua de l'apetit, vertigen, vòmits, diarrea, dificultat per respirar, somnolència, malsons i/o depressió, entre d'altres. Ocasionalment s'ha reportat disfunció erèctil i ginecomàstia en pacients que prenen digoxina, probablement per raó de la porció estructural del fàrmac que s'assembla als esteroides. Tanmateix, en investigar en l'evidència sistèmica d'aquest efecte s'han obtingut resultats contradictoris.
Les accions farmacològiques de la digoxina tendeixen a produir canvis en l'electrocardiograma, incloent depressió ST o inversió de l'ona T, els quals no indiquen una toxicitat. No obstant això, una prolongació de l'interval PR pot ser un signe de toxicitat per digoxina. Addicional a això, un increment en la concentració intracel·lular de calci pot causar un bigeminisme, que eventualment produeix taquicàrdia ventricular o fibril·lació ventricular. La combinació d'un augment en la arritmogènesi auricular i una inhibició en la conducció auriculoventricular —com és el cas d'una taquicàrdia paroxística supraventricular amb un blocatge auriculoventricular- que tendeix a ser patognomònic o diagnòstic d'una toxicitat per digoxina.
Amb freqüència es descriu —encara que molt rares vegades s'ha vist— al trastorn de la visió de colors com a efecte secundari, en particular dels colors groc i verd, un trastorn denominat xantòpsia. S'ha proposat que el Període Groc del pintor Vincent Van Gogh hauria estat influència en certa forma d'una teràpia amb digitàlics prescrit pel seu metge el Dr. Paul Gatchet. No obstant això no hi ha evidències que el pintor hagi pres digitàlics excepte pel fet que el retrat del Dr. Gatchet té al metge sostenint un raïm de didalera de les fulles de la qual s'extreu la digitoxina.

### Interaccions
Els inhibidors de l'enzim convertidora de angiotensina no han de ser usats per reemplaçar la digoxina en pacients que ja estiguin rebent el digitálico, doncs s'ha demostrat que l'abstinència d'un glicòsid cardíac durant el tractament amb un IECA fa que s'accentuïn els trastorns cardíacs.
Els qui prenguin digoxina tenen un risc major d'interaccions medicamentoses si se'ls administra concomitantment quinidina, que desplaça la digoxina dels llocs d'unió en els teixits i suprimeix la depuració de creatinina renal. De manera que els nivells sanguinis de la digoxina en aquests pacients pot duplicar-se en qüestió de pocs dies després del començament de l'administració de la quinidina, fent-se manifests els efectes tòxics de la digoxina. Els medicaments que alliberen catecolamina poden sensibilitzar al miocardi a la digoxina ocasionant l'aparició de certes arrítmies.

### Sobredosi
El millor tractament per a un pacient amb una sobredosi per digoxina és la inserció d'un catèter marcapasses temporal i l'administració d'anticossos anti-digitàlics. Aquests anticossos es produeixen en ovelles i, encara que són preparats per la digoxina, són anticossos capaços de reconèixer a la digitoxina i altres glicòsids cardíacs, revertint les intoxicacions severes d'aquests medicaments. Els anticossos anti-digoxina venen en butllofes de 40 mg els quals, després de reconstituïts, són capaços d'unir-se a aproximadament 0,5 mg de digoxina o digitoxina.
L'any 2003 Charles Cullen va admetre haver assassinat fins a 40 pacients hospitalitzats amb sobredosis de digoxina a Nova Jersey i Pennsilvània durant la seva carrera de 16 anys com infermer.